# شاهراه حلقوی افغانستان

نقشهٔ شاهراه حلقه‌ای افغانستان

شاهراه حلقوی، جادهٔ حلقوی یا سرک حلقوی افغانستان راه تک بانده‌ای است به‌طول حدود ۳٬۳۶۰ کیلومتر که ۱۶ ولایت افغانستان را به هم وصل می‌نماید. این شاهراه از کابل آغاز شده پس از گذشتن از ولایات پروان، بغلان، سمنگان، بلخ، جوزجان، فاریاب، بادغیس، هرات، فراه، هلمند، قندهار، غزنی و وردک به‌طور حلقوی دوباره به کابل می‌رسد.
بیش از دو سوم جمعیت افغانستان در فاصلهٔ حداقل پنجاه کیلومتری از این شاهراه زندگی می‌کنند.

## تاریخچه
کار نقشه‌برداری (سروی) جادهٔ کابل-شبرغان از سال ۱۳۴۲ با همکاری اتحاد جماهیر شوروی سوسیالیستی سابق و شاهراه کابل-قندهار-هرات در سال ۱۳۳۶ با همکاری متخصصان ایالات متحدهٔ آمریکا آغاز گردید. کار هر دو جاده تحت ادارهٔ وزارت فوائد عامه و ارتش افغانستان انجام می‌گرفت. به علت همواری اراضی کابل الی هرات بجز بخش‌هایی از ولایت وردک کار اعمار جاده به سرعت پیش رفت، ولی به علت کوهستانی بودن مناطق شمال کابل الی مزارشریف و میمنه و هرات و همچنان بروز ناآرامی‌ها در افغانستان کار اعمار آن در دوره‌هایی متوقف ماند. در اوایل سال ۱۹۷۹ میلادی یا ۱۳۵۸ خورشیدی، طول مجموعی جاده‌های افغانستان به تقریباً ۱۸٬۵۰۰ کیلومتر تخمین می‌شد، که ۷٬۰۰۰ کیلومتر آن قیر/آسفالته و ۸٬۷۰۰ کیلومتر آن جاده‌های خاکی بود. این سرک‌ها ۲۴ ولایت را به هم وصل می‌نمود. تنها نیم این سرک‌ها به شکل سال تمام قابل استفاده بودند. علاوه برآن مخارج حفظ و مراقبتی بنابر موجودیت کم
وسایل نقلیه و سیستم نامؤثر جمع‌آوری مالیات فوق‌العاده کم بود.
بازسازی جادهٔ کابل-هرات از سال ۱۳۵۹–۱۳۸۱ به کلی به علت جنگ متوقف شد. جادهٔ کابل-شبرغان در سال‌های ۱۳۶۰ توسط کارشناسان روسی دوباره آغاز یافت که عرض جادهٔ کابل الی ولسوالی جبل‌سراج از ده متر به چهل متر افزایش یافت.
از سال ۱۳۸۱ کار جادهٔ قیصار و بالا مرغاب که در حدود ۲۳۱ کیلومتر می‌شود متوقف بود. در زمان طرح شاهراه حلقوی نصب پایه‌های برق و راه‌آهن در کنار این جاده نیز در نظر گرفته شده بود. اما به علت کوهستانی بودن افغانستان و استفادهٔ چند منظوره از جاده‌ها مصارف مجموعی شاهراه حلقوی به ۳ میلیارد دالر تخمین گردیده بود که تا حال ۲٫۵ میلیارد روی آن مصرف گردیده‌است. طبق گزارش سی‌آی‌اِی افغانستان دارای ۴۲٬۱۵۰ کیلومتر سرک می‌باشد. از جمله ۱۲٬۳۵۰ کیلومتر قیرریزی/آسفالته و ۲۹٬۸۰۰ کیلومتر غیر قیرریزی وجوددارد.

## شاخه‌های سرحدی
این پروژه دارای ۹ شاخهٔ سرحدی می‌باشد در شهر پلخمری با سرک پلخمری-قندز-شیرخان بندر که هم‌مرز تاجیکستان هستند  و در مزار شریف با سرک حیرتان-مزارشریف که هم‌مرز ازبکستان است تقاطع می‌نماید. در اندخوی از طریق سرک آقنه، افغانستان را به ترکمنستان وصل نموده و پس از رسیدن به هرات با جادهٔ هرات-اسلام‌قلعه تقاطع نموده و افغانستان را به ایران وصل می‌کند. در فراه با سرک ۵۱۵ بکوا-دلارام-زرنج گلبهار را به استان سیستان و بلوچستان ایران وصل می‌کند. در قندهار به جادهٔ قندهار-اسپین بولدک وصل شده و بندر اسپین بولدک را با بندر چمن بلوچستان پاکستان وصل می‌سازد. در شهر کابل یک شاخهٔ آن به جلال‌آباد و پشاور و شاخهٔ دیگر آن به لوگر، پکتیا و پکتیکا وصل می‌گردد. کار اعمار این شاهراه به غیر از ۲۳۱ کیلومتر بین میمنه و هرات که به دلیل عدم امنیت متوقف مانده‌است، تقریباً تکمیل شده‌است.

## تقسیم‌بندی راه‌های افغانستان
وزارت فواید عامهٔ افغانستان در سال ۱۳۸۶ استراتژی خود را ساخت. بدین وسیله شاهراه‌های افغانستان را به سه شکل نامگذاری نموده‌اند. سرک‌های منطقوی، سرک‌های ولایتی، سرک‌های ملی.
افغانستان به صورت مجموعی دارای مساحت ۶۵۰ هزار کیلومتر مربع و نفوس ۳۳ میلیون می‌باشد؛ و به اساس مساحت کشور نفوس و مطالعاتی که مؤسسهٔ همکاری بین‌المللی جاپان در مورد چگونگی حفظ مراقبت سکتور سرک نموده‌است، چنین تخمین می‌گردد که افغانستان به شمول سرک‌های روستای دارای ۳۴٬۷۸۲ کیلومتر شبکهٔ سرک می‌باشد. اضافه‌تر از ۸۵٪ این شبکه در حالت خیلی خراب به‌سر برده که حتی قسمتی زیاد آن قابل عبور و مرور برای وسایل نقلیه نمی‌باشد. مجموع شاهراه‌های منطقوی، ملی و ولایتی که به منظور انکشافی و توسعه شناسایی گردیده در حدود ۱۷٬۵۰۰ کیلومتر سرک می‌باشد.
| تقسیم‌بندی سرک‌ها          | طول به کیلومتر |
| ------------------------ | -------------- |
| شاهراه منطقوی            | ۳٬۲۴۲          |
| شاهراه ملی               | ۴٬۸۸۴          |
| شاهراه ولایتی            | ۹٬۶۵۶          |
| مجموعه                   | ۱۷٬۷۸۲         |
| سرک‌های روستایی طور تخمین | ۱٬۷۰۰          |
| جمع کل                   | ۳۴٬۷۸۲         |

## شاخه‌های اصلی شاهراه
پس از سال ۲۰۰۱ کار ترمیم جادهٔ حلقوی آغاز گردید و کشورهای منطقه به منظور تسریع تجارت منطقه‌ای وارد همکاری با افغانستان شدند تا در پروژه سرک‌سازی، راه‌آهن‌سازی و کشیدن لولهٔ گاز همکاری نمایند.

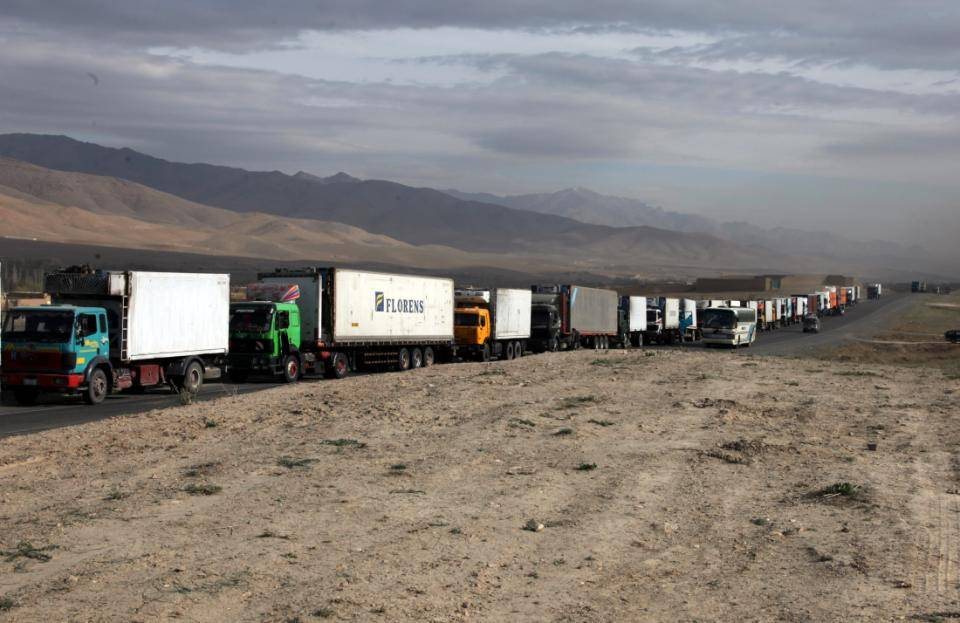
بزرگراه کابل-قندهار در سال ۲۰۱۰

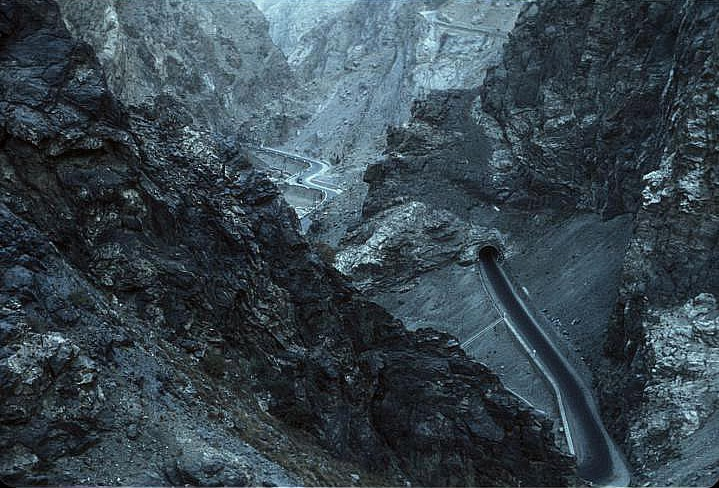
جاده‌ای در تنگهٔ کابل

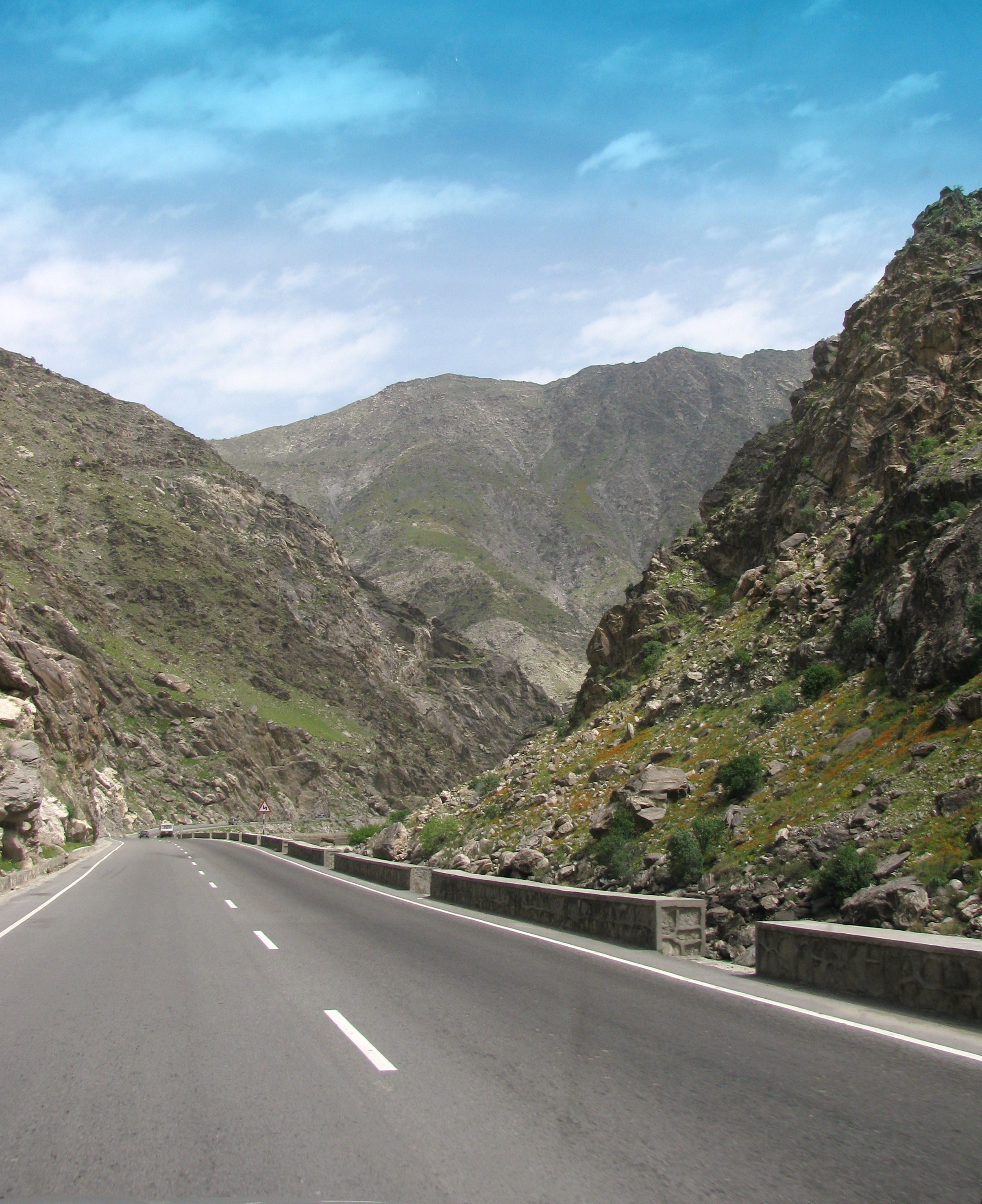
بزرگراه جلال‌آباد-کابل

### A01
پروژهٔ تورخم-اسلام‌قلعه که به نام A۰۱ یاد می‌شود. بودجهٔ مالی این پروژه را ایالات متحدهٔ آمریکا و عربستان سعودی می‌پردازد. این پروژه توسط شرکت آمریکایی به نام لویس برگر گروپ سروی و محاسبه شده، کار پروژه را شرکت ترکیه‌ای و شرکت‌های ایرانی، پاکستانی و هندی پیش می‌برند. طول این سرک ۲٬۲۰۰ کیلومتر می‌باشد. این سرک به ادامهٔ شاهراه بین‌المللی AH۱ می‌باشد که پاکستان را به ایران وصل می‌نماید.
۱. احیا و بازسازی سرک کابل-سروبی: این سرک به طول ۶۶٫۷ کیلومتر به مصرف مجموعی ۲۵٫۹ میلیون ایرو از کمک‌های اتحادیهٔ اروپا می‌باشد. کار این پروژه در ۲۰۰۴–۲۰۰۶ توسط شرکت چینی به اکمال رسید.
۲. احیا و بازسازی سرک سروبی-جلال‌آباد: کار این پروژه توسط شرکت چینی به قیمت ۲۵٫۶ میلیون یورو از طرف اتحادیهٔ اروپا تمویل گردید. کار پروژه در ۲۰۰۳ آغاز و در ۲۰۰۶ تکمیل گردید.
۳. احیا و باسازی سرک جلال‌آباد-تورخم: این سرک به طول ۷۸ کیلومتر با هزینهٔ ۱۶٫۷ میلیون دالر توسط شرکت FW پاکستان قرارداد گردیده بود. کار این پروژه در ماه اوت ۲۰۰۳ آغاز و در ژوئیهٔ ۲۰۰۶ کار ان به اکمال رسید.

### A76
این سرک از کابل آغاز شده پس از گذشتن از ولایت پروان، بغلان، سمنگان مزارشریف، جوزجان، میمنه و بادغیس در هرات با سرک A۷۷ و A۰۱ وصل و ادامه می‌یابد.
۱. بازسازی سرک کابل-اولنگ به طول مجموعاً ۱۰۰ کیلومتر به قیمت ۳۱٫۲ میلیون دالر از طرف بانک جهانی تمویل گردید. کار این پروژه را یک شرکت ترکیه‌ای به اتمام رسانیده‌است.
۲. بازسازی اولنگ-دوشی: این پروژه به طول ۷۵ کیلومتر به قیمت ۲۹٫۲ میلیون از طرف بانک جهانی تکمیل گردید.
۳. سرک پلخمری-نائب‌آباد-حیرتان: به طول مجموعی ۲۲۴ کیلومتر به ارزش ۲۸٫۷ میلیون دالر آمریکایی با یک شرکت کوریایی/کره‌ای عقد قرارداد شده‌است. کار این سرک در سال ۲۰۰۶ ختم شد.
۴. پروژهٔ سرک بلخ-اندخوی: به طول ۱۸۲ کیلومتر و ارزش مجموعی ۳۶٫۲ میلیون دالر آمریکایی از بودجهٔ بانک جهانی تمویل شده‌است. کار این پروژه در ۲۰۰۶ ختم شد.
۵. پروژهٔ کار شاهراه فاریاب و بادغیس: کار این شاهراه به نسبت عدم بودجه و مشکلات امنیتی مدت ۴ سال متوقف بود. طول این شاهراه ۲۳۱ کیلومتر از ولسوالی قیصار ولایت فاریاب تا ساحهٔ لامان ولایت بادغیس ادامه می‌یابد. در توقف این پروژه پراهمیت کشورهای خارجی و کشور پاکستان دست دارند. این پروژه چین کشورهای آسیای میانه و افغانستان را به کشور ایران و بندر چهار بهار وصل می‌سازد. هزینهٔ این پروژه مبلغ ۴۰۰ میلیون می‌باشد؛ که مبلغ ۵۰ میلیون آن به منظور تأمین امنیت تخصیص داده شده‌است.

## شاخه‌های فرعی و ارتباطی شاهراه افغانستان

### A77
این سرک به طول ۸۳۰ کیلومتر از جبل‌السراج آغاز شده از طریق گردنهٔ شبر پس از گذشتن از ولایت بامیان و غور به سرک A۰۱ هرات وصل می‌گردد. این سرک دره‌های صعب‌العبور و پربرف کوه‌های هندوکش و بابا را چیره نموده به اراضی هموار هرات خاتمه می‌یابد. این سرک فاصلهٔ بین کابل تا هرات را ۳۳۰ کیلومتر کوتاه می‌کند.
۱. پل متک-بامیان: بین ولایت پروان و بامیان توسط قوای نظامی آمریکا اعمار می‌گردد.
۲. یکاولنگ-بامیان: این جاده از خط سرک A۷۷ سرک شهر بامیان–یکاولنگ مرکز بامیان را با عبور از ولسوالی لعل و سرجنگل در ولایت غور با هرات وصل می‌کند. طول این سرک ۹۷ کیلومتر با عرض ۷ متر با بودجهٔ مالی مبلغ ۶۹ میلیون دالر از طرف بانک جهانی و ادارهٔ همکاری جاپان تمویل می‌گردد. کار این پروژه در ۲۴ اسد سال ۱۳۸۹ آغاز شده، در ماه نوامبر ۲۰۱۱ باید ختم شود.
۳. سرک مزارشریف–درهٔ صوف و بامیان-دایکندی، ارزگان–قندهار، طول این سرک حدود ۱٬۱۰۱ کیلومتر راه را دربر می‌گیرد.
۴. سرک شبرغان-سرپل-سنچارک-بلخاب، دلارام که بالاخره به زرنج و از آن طریق به بندر چابهار سرحد ایران وصل می‌شود. طول این سرک از شبرغان الی چابهار حدود ۱٬۱۵۰ کیلومتر را در بر می‌گیرد و زرنج را با بندر چابهار وصل می‌کند.
۵. پروژهٔ دلارام-زرنج: طول این سرک ۲۰۰ کیلومتر به ارزش ۸۵ میلیون دالر توسط دولت هند ساخته شده‌است. پروژه در ۲۲ ژانویهٔ ۲۰۰۹ ختم شده‌است.
۶. پروژهٔ سرک چاریکار-گلبهار-پنجشیر-بدخشان: کار این پروژه به دو قسمت تقسیم گردیده بود.
۷. سرک چاریکار-گلبهار به طول ۱۹٫۲ کیلومتر و قسمت دوم از گلبهار الی بازارک، پنجشیر به طول ۵۰ کیلومتر می‌باشد. کار این پروژه توسط شرکت آمریکایی لویس برگر انجام یافته‌است. باقی‌ماندهٔ کار الی جرم بدخشان از راه (پریان)، حصهٔ علیای درهٔ انجمن توسط تیم پی‌آرتی به پیش خواهند برد.
۸. پروژهٔ سرک نورستان-بدخشان تحت غور قرار دارد.
۹. پروژهٔ سرک دوشی بامیان تحت سروی است. کار این جاده را قوای نظامی آمریکا با هزینهٔ مالی دولت آمریکا به پیش خواهند برد.
۱۰. پروژهٔ سرک کندوز-دشت آبدار-میر علم-خلم: این سرک بطول ۱۱۶ کیلومتر با هزینهٔ ۸۰ میلیون یورو توسط کشور آلمان از بودجهٔ بانک انکشافی آن کشور تمویل خواهد گردید. کار این پروژه از میزان سال ۱۳۸۹ آغاز شده‌است. این پروژه تاجیکستان را به ایران وصل می‌سازد.
۱۱. پروژهٔ سرک سروبی-جبل سراج در حال سروی است. طول این سرک ۱۱۶ کیلومتر بوده که کثرت رفت‌وآمد وسایل ترانسپورتی را در شهر کابل کم می‌کند.
۱۲. پروژهٔ سرک میدان شهر- بامیان: که تکمیل گردید و به بهره‌برداری سپرده شده‌است. این سرک داری طول ۸۲ کیلومتر می‌باشد. هزینه‌ای که در این سرک به مصرف رسیده مبلغ ۸۳٫۴ میلیون یورو از کمک‌های کشور ایتالیا می‌باشد. این پروژهٔ تونلی به طول ۵۰۰ متر را نیز در خود دارد.
۱۳. پروژهٔ اعمار تونل ۲۴ کیلومتری در سالنگ تحت بررسی است.
۱۴. پروژهٔ سرک پکتیا-خوست-بندر غلام جان سرحد پاکستان تحت سروی است.
۱۵. پروژهٔ سرک پلخمری-شیرخان بندر: این پروژه به طول ۱۶۸٫۲ کیلومتر به ارزش ۲۹٫۹ میلیون دالر آمریکایی از طرف بانک جهانی تمویل گردید.
۱۶. پروژهٔ سرک کابل-لته بند از راه ولسوالی سارک گندمک تحت نقشه‌برداری (سروی) است.
۱۷. پروژهٔ سرک قندهار-گرشک: طول این سرک به ارزش ۲۳۸ میلیون ین جاپانی از طرف شرکت جایکا جاپانی تکمیل می‌گردد. این پروژه ختم نشده‌است.
۱۸. پروژهٔ قندهار-سپین بولدک: به طول مجموعاً ۱۰۳ کیلومتر به قیمت مجموعاً ۲۴٫۲ میلیون دالر با یک شرکت هندی عقد قرار داد گردیده‌است. کار این پروژه در سال ۲۰۰۵ خاتمه یافت.
۱۹. پروژهٔ هرات-ارملک: به طول ۶۰ کیلومتر به قیمت مجموعاً ۲۳ میلیون دالر به همکاری دولت ایران با شرکت آبادپارس ایرانی قرار داد گردیده‌است. کار این پروژه ختم است.
۲۰. پروژهٔ سرک بین اشکاشم و فیض آباد: این سرک پس از اینکه کار پل اشکاشم مرز بدخشان و تاجکستان ختم گردید، آغاز شد. کار این پروژه در ۲۰۰۸ آغاز در ۲۰۱۰ ختم گردید. طول این سرک بطول ۱۱۰ کیلومتر با هزینهٔ مجموعاً پل و پلچک ۱۰۵ میلیون دالر تعین گردیده‌است. بودجهٔ مالی این جاده را دولت آمریکا یه طور بلاعوض کمک نموده‌است.
۲۱. سرک حلقوی دروازها، پامیرات و ولسوالی بهارک فیض آباد، کشم، جرم این پروژه به دلیل وجود مناطق کاملاً کوهی و ناهموار هزینهٔ خیلی زیادی دربردارد. دولت افغانستان در ماه ثور سال ۲۰۱۱ صرف پروژه فیض‌آباد و بهارک را با هزینهٔ هشت میلیون دالر آغاز خواهد نمود.
۲۲. فاز اول سرک جبل‌السراج – نجراب از دیگر پروژه‌هایی است که به تاریخ ۱۵/۱۰/۲۰۱۸ توسط رئیس‌جمهور غنی، در پروان افتتاح شد.
طبق گزارش فوزیه کوفی، نمایندهٔ مردم بدخشان در ولسی جرگه کار هموارکاری و جفله‌اندازی سرک حلقوی ولسوالی دروازهای ولایت بدخشان روز ۲۱ عقرب سال ۱۳۸۹ توسط جاراله منصوری وزیر وزارت انکشاف دهات افتتاح گردید.
طول این سرک ۱۴۰ کیلومتر و هزینهٔ ۱۱ میلیون دالر آمریکایی را دربر خواهد داشت. کار این پروژه در مدت ۳ سال تکمیل خواهد شد؛ که شش ولسوالی را با هم وصل می‌سازد. این سرک الی دریای آمو ادامه پیدا خواهد نمود.
۲۳. پروژهٔ سرک بگرام قلعهٔ مرادبیگ: این سرک از قلعهٔ مرادبیک تا سرک بگرام امتداد دارد طول این سرک ۵/۲۶ کیلومتر بوده به شکل پخته اعمار می‌شود. قرار است کار ساختمان این این سرک در ۱۸ ماه تکمیل گردد. هزینهٔ این سرک تقریباً ۵٬۱۱ میلیون دالر را دربر گرفته‌است. بودجهٔ آن را دولت افغانستان تأمین می‌کند. این سرک کاهش‌دهندهٔ ازدحام ترافیکی در شهر کابل گردیده در اقتصاد افغانستان نقش عمده و اساسی دارد یعنی تمام اموال که از پاکستان به طرف شمال افغانستان و از شمال بطرف کابل و جنوب افغانستان انتقال می‌گردد از این شاهراه عبور می‌کند.
۲۴. پروژه سرک یکاولنگ دره صوف: این شاهراه دومین راه است شمال افغانستان را به جنوب وصل می‌سازد. طول این سرک ۱۷۸ کیلومتر به ارزش ۲۴۰٫۹ میلیون دالر از قرضهٔ کشور چین اعمار می‌گردد. قراراست ساخت این سرک در مدت سه ونیم سال تکمیل گردد. کار اعمار این بزرگ راه امروز ۲۵ مهٔ سال ۲۰۱۶ توسط رئیس‌جمهور افغانستان داکتر اشرف غنی افتتاح شد. با اعمار این سرک آسیای شمالی با جنوبی پیوست می‌یابد. این بزرگراه از شااهراه کابل سالنگ فرق دارد؛ زیرا این سرک زمینه بکار انداختن ده‌ها معدن افغانستان بخصوص معادن حاجیگک معادن مسَ معادن زغال سنگ صفحات مرکزی را مساعد می‌سازد. گفته می‌توانیم با ایجاد این سرک افغان‌ها خود می‌تواند استخراج معادن آهن و زغال را نماید. اولین فابریکهٔ سنگین کشور را تأسیس نماید. با تکمیل این سرک شاهراه ارتباط می‌گیرد به:
1. سرک مزارشریف درهٔ صوف
2. شیبر جبل السراج
3. یکاولنگ لعل و سرجنگل غور هرات

۴. یکاولنگ قندهار ۵۵۰ کیلومتر
۵. دوشی بامیان ۱۵۲ کیلومتر
1. گردن دیوار
2. میدان- بامیان
3. لعل و سرجنگل- یکاولنگ- بامیان
4. نیلی- ورس - پنجاب
5. قره باغ -جاغوری
6. جلریز - سنگلاخ
7. اسپیلان - میامور
8. سرکهای شهر نیلی

بعضی از این سرکها اعمار و بقیه در پلان بعدی اعمار خواهد گردید …. در حقیقت با ایجاد این سرک مردم و محیط جفرافیای افغانستان مرکزی از زندان طبیعی خلاص گردیده به اراده انسان‌ها می‌افتد.
۲۵. سرک حلقوی کابل که پایتخت را به شکل مستقیم با شاهراه‌های بزرگ وصل می‌کند، این سرک به طول ۲۰۷ کیلومتر با هزینهٔ ۷۰ میلیون دالر به شکل چهارسرکه در مدت پنج سال ساخته خواهد شد.